# 約翰·帕利扎

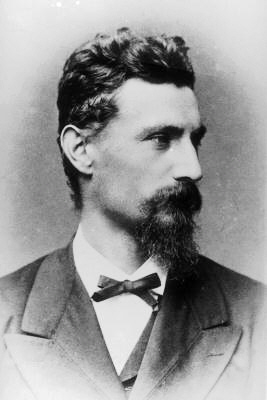
約翰·帕利扎

約翰·帕利扎（德語：Johann Palisa，1848年12月6日—1925年5月2日），出生於奧地利西里西亞的特罗保（Troppau，現属捷克），天文學家。
他致力尋找小行星，由1874年至1923年共發現122顆。
這些小行星之中，比較有名的包括小行星153Hilda、小行星216Kleopatra、小行星243Ida、小行星253Mathilde、小行星324Bamberga以及阿莫爾型小行星小行星719Albert。
為紀念他對天文學的貢獻，小行星914Palisana便是以他來命名。
除了尋找小行星外，他亦曾編制兩本包含約4700顆恆星位置的星表。

## 外部連結

### 訃聞
- AN 225 (1925) 125/126 （页面存档备份，存于） (德語)
- Obs 48 (1925) 299 （页面存档备份，存于） (一段)
- PASP 37 (1925) 174 （页面存档备份，存于）